# Царство падальників
Ца́рство па́дальників (англ. Scavengers Reign) — американський анімаційний науково-фантастичний драматичний телесеріал для дорослих, створений Джозефом Беннеттом (англ. Joseph Bennett) і Чарльзом Гюттнером (англ. Charles Huettner) для Max на основі їхнього короткометражного фільму «Падальники» (англ. Scavengers) 2016 року. HBO Max замовив серіал у червні 2022 року, а прем'єра першого сезону з 12 серій відбулася 19 жовтня 2023 року.

## Сюжет
Серіал розповідає про частину команди, яка евакуювалася в рятувальних капсулах із пошкодженого вантажного міжзоряного космічного корабля «Деметра 227» і виживає на чужій планеті Веста, сповненій небезпечної флори та фауни. Вони розділені на три ізольовані групи: Азі та її робот-компаньйон Левай, Сем і Урсула та самотній Кеймен. Намагаючись вижити, вони обирають свої шляхи до порятунку та починають пізнавати справжню природу цієї загадкової планети, химерну екосистему, в якій люди є інвазійним видом.

## Актори та персонажі
- Суніта Мані[en] — Урсула, член екіпажу «Деметри», співробітник лабораторії з вирощування рослин;
- Вунмі Мосаку[en] — Азі, член екіпажу «Деметри», фахівець з вантажних перевезень, яка застрягла на Весті разом з роботом-компаньйоном Леваєм;
- Алія Шокат[en]:
  - Левай, робот з «Деметри», який завдяки симбіозу з організмами планети Веста отримує нові властивості;
  - Фіона, член екіпажу «Деметри», інженер-робототехнік, яка допомогла запрограмувати Левая; колишня дружина Кеймена;
- Боб Стефенсон[en] — Сем, командир «Деметри»;
- Тед Тревелстед — Кеймен, член екіпажу «Деметри», який залишився покинутий усіма через дії, що призвели до пошкодження зорельота; він утворює зв'язок із телепатичною та телекінетичною істотою планети Веста; присутність Кеймена «привнесла в це тваринне царство людську жадібність і ненажерливість, і це змінило гру»[4];
- Полліанна Макінтош[en] — Кріс, колоністка з іншої планети, лідер групи, яка має намір пограбувати «Деметру» задля доставки корисних ресурсів своїй колонії;
- Деш Вільямс — Баррі, наймолодший член групи Кріс;
- Фредді Родрігес[en] — Теренс, член групи Кріс;
- Скайлер Джизондо[en] — Чарлі, пасажир «Деметри»;
- Сепіде Моафі — Міа, пасажирка «Деметри», яка зав'язує романтичні стосунки з Азі;
- Маша Кінг — Маша, цілителька, яку Урсула та Сем зустрічають у своїх подорожах; учасниця групи, яка опинилася на Весті на багато років раніше;
- Джеймс Кайсон[en] — Джон, член групи Маші.

## Епізоди
| № серії | Назва серії                  | Режисер(и)                     | Сценарист(и)                                               | Оригінальна дата виходу |
| --- | ---------------------------- | ------------------------------ | ---------------------------------------------------------- | ----------------------- |
| 1 | «Сигнал» «The Signal»        | Джозеф Беннетт, Чарльз Гюттнер | Джозеф Беннетт, Шон Бакелю, Чарльз Гюттнер, Джеймс Меррілл | 19 жовтня 2023          |
| Вантажний космічний корабель «Деметра 227» зазнав аварії через зоряний спалах біля планети Веста. В рятувальних капсулах на поверхню Вести висаджуються декілька людей і опиняються серед химерної дикої природи. Через два місяці Азі та її робот-компаньйон Левай утримують ферму, чекаючи на допомогу. Проте міграція велетенських тварин знищує ферму. Сем і Урсула навчилися використовувати флору та фауну як замінники пристроїв і сподіваються подати сигнал «Деметрі 227» для приземлення. Вони знаходять батарею живлення в іншій капсулі, екіпаж якої загинув. Тим часом капсула з Кейменом опинилася на верхівці дерева і він божеволіє на самоті. Істота, що володіє телепатією та телекінезом, визволяє Кеймена та годує його, навіявши галюцинації. Сему та Урсулі вдається послати сигнал і «Деметра 227» сідає недалеко від їхнього розташування. |                              |                                |                                                            |                         |
| 2 | «Буря» «The Storm»           | Джонатан Джоб Нкондо           | Джозеф Беннетт, Шон Бакелю, Чарльз Гюттнер                 | 19 жовтня 2023          |
| Сем та Урсула вирушають до корабля, але в цей час починається буря. Тому вони ховаються всередині молюскоподібної істоти, яку потім атакує схожий на комаху паразит. Урсула вбиває паразита, що перед цим вкусив Сема. Азі намагається приборкати летючого змія, але він лякається наближення бурі. В результаті Азі губить інструменти, а її капсула пошкоджується. Разом з Леваєм вона знаходить схованку в стовбурі величезної рослини. Робот зазначає, що знав про це місце, бо потай досліджував місцевість уночі. Завдяки симбіозу з організмами, схожими на грибницю, Левай проявляє дедалі більше самостійності, хоча й не може пояснити свої рішення. Кеймен, ідучи за ілюзією своєї коханої Фіони, опиняється в печері. Всупереч попередженню істоти-телепата, він намагається втекти, проте істота рятує його від бурі назовні. |                              |                                |                                                            |                         |
| 3 | «Стіна» «The Wall»           | Вінсент Цуй                    | Джозеф Беннетт, Шон Бакелю, Чарльз Гюттнер                 | 19 жовтня 2023          |
| Сем розповідає Урсулі як його брат помер через віру в забобон. Потім він і Урсула виявляють на шляху суцільну стіну заростів. Урсула знаходить спосіб змусити зарості розступитися та спостерігає смерть тендітної істоти. Сем не вірить, що це було щось важливе. Коли він випадково розчавлює плід, Сема викрадає схожа на нелітаючого птаха істота. Азі та Левай опиняються на шляху міграції стада тварин, яке приводить їх до зеленої місцевості. Кеймен убиває кількох тварин, щоб нагодувати свого рятівника, а істота-телепат перетворює їх на поживну для Кеймена масу. Зі спогаду стає зрозуміло, що Кеймен переконав Фіону піти працювати на борт «Деметри 227». |                              |                                |                                                            |                         |
| 4 | «Мрія» «The Dream»           | Рейчел Рід                     | Шон Бакелю                                                 | 26 жовтня 2023          |
| Азі намагається почистити Левая від грибниці, але робот відчуває через це біль і галюцинує. Азі паралізують летючі пухнасті кульки, але вона встигає реактивувати робота, щоб він врятував її. Урсула знаходить Сема, який виявив іще одну капсулу, екіпаж якої загинув. Сем починає довіряти відчуттям Урсули. Істота-телепат вимагає від Кеймена більше здобичі. В його спогадах розкривається, що саме Кеймен спричинив аварію, повівши «Деметру 227» іншим курсом усупереч забороні Сема. |                              |                                |                                                            |                         |
| 5 | «Деметра» «The Demeter»      | Крістін Цзе-Юн Шин             | Дженні Дейкер Рестиво                                      | 26 жовтня 2023          |
| На борту «Деметри 227» прокидається з анабіозу Чарлі та зазнає нападу різних тварин. Утікши, він зустрічає Кеймена. Не бажаючи втрачати владу над Кейменом, істота-телепат убиває Чарлі телекінезом. Спогад показує, що Кеймен, рятуючи себе, покинув Фіону на кораблі. Істота-телепат поглинає Кеймена. Сем і Урсула опиняються на кладовищі різних тварин, де Сема жалить щупальце та вирощує його спотворену копію з краплини крові. Азі потерпає від опіків, яких зазнала раніше, проте знаходить водойму з цілющими рибками. |                              |                                |                                                            |                         |
| 6 | «Падіння» «The Fall»         | Дієго Поррал                   | Джеймс Меррілл                                             | 26 жовтня 2023          |
| Копія Сема виходить зі своєї оболонки, щоб знайти людей і поширити серед них спори. Мотоцикл Азі ламається, тому їй і Леваю доводиться йти далі пішки. Обоє перетинають каньйон, але істота-телепат, почувши як робот наспівує пісню Фіони, вирушає навздогін. Істота розриває робота телекінезом, а Азі скидає до каньйону. Рука Сема виявляється інфікованою після вжалення. Вночі двійник знаходить Сема та закопує його, але Урсула рятує товариша, а двійника спалює. Сем і Урсула натрапляють на старий надгробок з ім'ям «Джон». Вважаючи, що скоро помре, Сем передає Урсулі свою перепустку до всіх дверей корабля. Несподівано з лісу виходить стара жінка. Сигнал Азі хтось ловить на супутнику Вести. |                              |                                |                                                            |                         |
| 7 | «Ліки» «The Cure»            | Джонатан Джоб Нкондо           | Чарльз Гюттнер                                             | 2 листопада 2023        |
| Безіменна мовчазна жінка приводить Сема та Урсулу до свого житла. Вона виліковує Сема, проте таємно вживляє йому яйце якоїсь істоти. Урсула вночі слідкує за жінкою та виявляє, що та керується паразитом. Сем отямлюється та рятує Урсулу, обоє тікають. Тим часом на Весту сідає зореліт з екіпажем із трьох людей: Теренса, Баррі та Кріс. Вони знаходять Азі та обіцяють висадити її в іншій колонії в обмін на вантаж із «Деметри 227». Доля колоністів, які перебувають на борту в анабіозі їх не хвилює. Істота-телепат знаходить їхній зореліт і нищить його. |                              |                                |                                                            |                         |
| 8 | «Гніздо» «The Nest»          | Вінсент Цуй                    | Джилліан Голдфлусс                                         | 2 листопада 2023        |
| Сем і Урсула продовжують подорож до «Деметри 227». Сем чудово почувається і більше не потребує сну та відпочинку. Вони знаходять затишну місцину, де Урсула засинає, а Сем завзято облаштовує печеру, інстинктивно шукаючи придатні знаряддя. Теренс, Баррі, Кріс і Азі вирішують дістатися до «Деметри 227», щоб скористатися рятувальною капсулою для втечі з планети. Дорогою Теренс потрапляє в рослину-пастку, що ламає йому кістки, і Кріс із милосердя добиває Теренса. Урсула, прокинувшись, лякається поведінки Сема. Вона вказує на рану в його грудях. Сем розкриває рану та бачить, що в його тілі виникла порожнина, де росте паразит. |                              |                                |                                                            |                         |
| 9 | «Гора» «The Mountain»        | Рейчел Рід                     | Джеймс Меррілл                                             | 2 листопада 2023        |
| Невідомі чоловік і жінка живуть у розбитій рятувальній капсулі, досліджують місцеві форми життя, ведуть розмови про можливість створення довготривалої колонії на поверхні планети. Чоловік заражається паразитом і будує для нього печеру. Жінка вбиває паразита, а також чоловіка, що намагався його захистити, але чоловік встигає імплантувати їй яйце паразита. Виявляється, що це була безіменна жінка, яку зустріли Сем і Урсула. Сем переконує Урсулу, що паразит не змінив його свідомість. Вони вирушають в дорогу, сподіваючись усунути паразита за допомогою медичних інструментів на борту «Деметри 227». Баррі, Кріс і Азі мусять піднятися на скелю. Під час підйому на них нападають літаючі тварини, і Кріс рятує життя Азі. Сем і Урсула долають річку у залишках кокона комахоподібної істоти. На них нападають хижі створіння. Одне з них затягує Урсулу під воду, але Сем встигає її врятувати. Сем намагається вживити непритомній Урсулі яйце паразита, але в останню мить та прокидається, і Сем викидає яйце. Істота-телепат прямує до «Деметри 227» шляхом, по якому раніше прямували Баррі, Кріс і Азі. |                              |                                |                                                            |                         |
| 10 | «Рішення» «The Decision»     | Крістін Цзе-Юн Шин             | Дженні Дейкер Рестиво                                      | 9 листопада 2023        |
| Різноманітні істоти збирають розкидані залишки робота Левая до купи, і завдяки грибниці він оживає. Уві сні Азі пригадує дівчину на ім'я Міа, з якою вона мала романтичні стосунки під час польоту «Деметри 227». Сем і Урсула подорожуть на спині велетенської крокуючої істоти. Сем каже, що потреба розповсюджувати яйця паразита подібна до фізичного відчуття голоду. Баррі, Кріс і Азі мають переправитися через річку. Азі використовує клейку речовину, щоб їх взуття не ковзало, але на підошви Кріс вона спеціально наносить занадто мало цієї речовини. Посередині річки Азі говорить Кріс, що поведе їх далі тільки за умови, що вони розбудять екіпаж «Деметри 227». Кріс відмовляється, Азі зіштовхує її у воду, і Баррі жбурляє камінь у скроню Азі. Кріс і Баррі лишають Азі зв'язаною на березі річки. Сем і Урсула бачать вдалині силует корабля. Сем відмовляється йти далі, бо відчуває, що паразит захоплює його свідомість. Він відправляє Урсулу далі, а сам вириває паразита зі своїх грудей, помираючи разом з ним. Тим часом істота-телепат залазить всередину «Деметри 227».                            |                              |                                |                                                            |                         |
| 11 | «Повернення» «The Return»    | Дієго Поррал                   | Джеймс Меррілл                                             | 9 листопада 2023        |
| Нам показують, як капсула Азі спускається на планету. Невдовзі після цього Левай контактує з грибницею, і ми бачимо, як це впливає на світосприйняття робота. Кріс і Баррі першими дістаються до «Деметри 227» і вмикають системи корабля. Баррі бачить капсули з членами команди, що перебувають в анабіозі, і починає піддавати сумніву прагматичні наміри Кріс. Телепатична істота знаходить тіло померлої Фіони і засинає поруч із ним. Кеймен усвідомлює, що він ув'язнений всередині свідомості істоти-телепата, і вимагає відпустити його. Під час підготовки до відльоту Кріс і Баррі пробуджують і розлючують істоту-телепата, між ними спалахує запекла бійка. Урсула знаходить Левая, який завдяки симбіозу з грибницею перетворився на цілком нову форму життя. Урсула чує крик Азі і поспішає їй на допомогу. Урсула розв'язує Азі, і вони разом поспішають до «Деметри 227». Одне зі створінь приносить Леваєві мотузку, просякнуту кров'ю Азі. |                              |                                |                                                            |                         |
| 12 | «Возз'єднання» «The Reunion» | Вінсент Цуй                    | Шон Бакелю                                                 | 9 листопада 2023        |
| Баррі вирішує допомогти пробудити екіпаж з анабіозу, і Кріс летить з планети на шатлі без нього. Істота-телепат ламає систему життєзабезпечення, але Урсулі вдається врятувати частину членів команди. Істота-телепат майже захоплює Азі, але в останню мить її рятує Левай. За допомогою потужного телекінезу Левай знищує велетеньску істоту-телепата. З її нутрощів назовні дістається Кеймен. Він тримає на руках малу істоту-телепата, яка тікає до джунглів. Люди перетворюють залишки «Деметри 227» на свою нову домівку. Симбіот Левая і грибниці вирощує в саду малі копії самого себе. Корабель, оздоблений у стилі релігійного культу, підбирає шатл, на якому втекла Кріс. Всередині екіпаж корабля знаходить ледве живу Кріс, що благає води, а також малу рослинну копію Левая. |                              |                                |                                                            |                         |

## Виробництво
2016 року Джозеф Беннетт і Чарльз Гюттнер створили оригінальний короткометражний фільм «Падальники» для Adult Swim. Восьмихвилинний короткометражний анімаційний фільм не містить діалогів і зображує пару людей на невідомій планеті, які беруть участь у серії послідовних взаємодій з інопланетними істотами заради досягнення своєї мети.
З 2018 по 2019 рік Беннетт і Гюттнер розширили концепцію до пілотного серіалу, який не реалізувався на Adult Swim, хоча пізніше шоу було підібрано HBO Max. Серіал з дванадцяти епізодів створювався протягом двох років компаніями Titmouse, Inc. і Green Street Pictures з командою міжнародних аніматорів, які працювали віддалено з Мексики, Іспанії, Португалії, Франції тощо.

## Показ
У червні 2022 року серіал був уперше представлений коротким тизером на Міжнародному фестивалі анімаційних фільмів у Ансі (Франція).
19 жовтня 2023 року на HBO Max відбувся прем'єрний показ трьох початкових серій першого сезону, який складається з 12 серій.

## Відгуки
Серіал отримав схвальні відгуки критиків. На вебсайті агрегатора рецензій Rotten Tomatoes перший сезон отримав рейтинг схвалення 100 % на основі відгуків 11 критиків із середньою глядацькою оцінкою 9,6/10.
Джеймс Поневозік (The New York Times) назвав це «пишною, чудовою, гіпнотичною історією про виживання людини в місці, яке, як це іноді вдається науково-фантастичним планетам, здається справді потойбічним». Дія серіалу відбувається в епоху, коли людство ставиться до довкілля, «як до мішка ресурсів, які можна видобути», і найбільший інтерес привертають ті персонажі, що пристосовуються до природи чи навіть вступають з нею в симбіоз. Але справжня привабливість, згідно з висновком критика, полягає не в сюжеті, а зображеннях чужої планети й біологічних фантазіях.
Ендрю Вебстер (The Verge) вважає, що це «в рівних частинах красиво і жорстоко, і це може бути найоригінальнішим твором наукової фантастики року». На початку люди є найменш цікавою частиною серіалу. Та головні персонажі суттєво змінюються впродовж 12-и епізодів, а картинка, хоча може здатися знайомою, унікальна.
Станіслав Тарасенко («Свідомі») зазначив, що успіх серіалу зумовлений опорою на різні твори, від класичних письменників-фантастів ХХ століття до коміксів Мебіуса, анімації Хаяо Міядзакі «Навсікая з Долини Вітрів», ірраціонально-трансцендентної творчості Девіда Лінча, манґи та аніме Кацухіро Отомо, мультфільмів Рене Лалу та «Космічної одіссеї» Стенлі Кубрика й «Анігіляції» Алекса Ґарленда. Проте творці не намагалися зробити розвагу з нав'язаною мораллю, а повернулися до витоків жанру наукової фантастики, побудували «багатоструктурний сюжет про Людину…, її слабкості та силу, з філософським, соціальним і психологічним підтекстом».